# ТВ Центр
ТВ Центр — російський пропагандитьський федеральний телеканал. Мовить по всій території РФ.

## Про телеканал
З 6 вересня 1999 року по 13 серпня 2006 року канал називався 
ТВЦ (хоча з 2013 року колишня назва використовується як стилізоване написання усередині логотипу).
В основному належить Уряду Москви (місто Москва в особі Департаменту міського майна міста Москви). Генеральний директор телеканалу (з 29 жовтня 2012 року) — Юлія Бистрицька.
За даними Mediascope за 2019 рік (аудиторія 18+), середня частка телеканалу в Москві 4,81%; рейтинг — 0,72% (6-е місце), у Росії — 3,38%; рейтинг 0,56% (9-те місце). Одним із пріоритетних напрямків є суспільно-політичне мовлення.
20 квітня 2013 року телеканал став федеральним і перейшов до першого мультиплексу цифрового ефірного телебачення DVB-T2.
З 3 червня 2022 року у зв'язку з вторгненням Росії в Україну міжнародну версію телеканалу було відключено від мовлення на всій території Європейського Союзу.
В Україні цей телеканал заборонено через антиукраїнську позицію.

## Логотипи
Телеканал змінив 8 логотипів. Нинішній — 9-й за ліком. З 9 червня 1997 року по 5 вересня 1999 року стояв у лівому нижньому куті. З 6 вересня 1999 року по 24 вересня 2000 року та з 14 серпня 2006 року до теперішнього часу стоїть у правому верхньому куті. З 25 вересня 2000 року по 13 серпня 2006 року стояв у лівому верхньому куті. З 9 червня 1997 по 24 вересня 2000 року логотип забирався під час показу годинника; з 9 червня 1997 по 5 вересня 1999 року  перед кінцем ефіру, перед програмою «Події» та перед переходом із ТВЦ на «Московію» він забирався завжди, а з 6 вересня 1999 по 24 вересня 2000 року — вже рідше. З 20 червня 2006 року до теперішнього часу не забирається з екрану при показі реклами. 
| Логотип | Опис |
| ------- | --- |
|         | 3 9 червня 1997 по 5 вересня 1999 року офіційним логотипом були два бумеранги: один був райдужний, інший — фіолетовий. Внизу напис «ТВ ЦЕНТР». |
|         | В ефірі з 9 червня 1997 по 5 вересня 1999 року логотип був золотистого кольору та без напису. Знаходився у лівому нижньому куті. В заставках використовувався такий само, але фіолетового кольору. |
|         | З 6 вересня 1999 по 24 вересня 2000 року логотипом були три довгі смужки темно-синього блакитного та сірого кольорів, які були нахилені вправо. Усередині — напис «ТВЦ» тонким шрифтом, де кожна буква була у своїй смужці: буква Т — у темно-синій, буква В — у світло-синій, а буква Ц — у синьо-сірій смужці. Знаходився у правому верхньому куті. Офіційний логотип був з короткими смужками та жирним шрифтом. |
|         | З 25 вересня 2000 по 23 грудня 2001 року логотипом було поєднання букв Т, В і Ц, логотип був із синьо-блакитним контуром на сірому фоні. В ефірі логотип був без фону. Перебував у лівому верхньому куті. |
|         | З 24 грудня 2001 по 31 грудня 2003 року використовувався той самий логотип, але контур у поєднанні літер став чорно-сірим. Логотип був розміщений на сірій напівпрозорій підкладці у формі квадрата, де в залежності від часу добу запалювався один із чотирьох кваратиків. До 13 січня 2002 року розмір квадрата був більшим із тьмяними та світлими квадратиками (був підігнаний під розміри попереднього логотипу), з 14 січня 2002 року став середнім, а квадратики стали темними та яскраво насиченими. Знаходився там же. |
|         | З 1 січня 2004 року по 13 березня 2006 року використовувався той самий логотип, але в ньому були запалені всі квадратики. В ефірі логотип був темним. 2005 року він став значно меншим за попередні і був урізаний так, що в ньому повністю уміщалося з'єднання літер. З 16 січня 2006 року синій квадратик став світлішим. Знаходився там же. |
|         | З 14 березня по 13 серпня 2006 року використовувався той самий логотип, але з'єднання літер зникло. Знаходився там же. |
|         | З 14 серпня 2006 по 24 вересня 2012 року логотипом було червоне коло, а всередині — буква Ц шрифтом Neo Sans. До 30 серпня 2009 року він був тьмяним, а з 31 серпня року став яскравішим. Знаходився у правому верхньому куті. В заставках містив напис «тв ЦЕНТР» білого кольору на червоному фоні, в ЗМІ напис був чорного кольору на білому фоні. |
|         | З 25 вересня 2012 року по 25 серпня 2013 року використовувався той самий логотип, але він став об'ємним, до нього додалася біла окантовка, буква Ц злегка збільшилася. Знаходився там же. |
|         | З 26 серпня 2013 року до теперішнього часу використовується той самий логотип, але до нього додалася абревіатура «ТВ» білого кольору зліва, буква Ц у червоному колі злегка збільшилася, букви Т і В відкидають невелику тінь. Знаходиться там же. З 26 серпня по 2 вересня 2013 року кожні 60 секунд червоне коло з буквою Ц без абревіатури «ТВ» оберталося, і кожні 180 секунд зліва додавалася абревіатура «ТВ» білого кольору та з тінню. З 3 вересня 2013 року червоне коло з літерою Ц перестало обертатися, і абревіатура «ТВ» стала постійно розташовуватися ліворуч від червоного кола. З 1 квітня 2015 року по 26 січня 2020 року логотип використовувався зі світлішим колом. З 27 січня 2020 року коло стало ще світлішим, на ньому з'явився відблиск, тінь у букв зникла. |

## Коліроподіл ефірної доби
З вересня 2001 по січень 2006 року весь ефір телеканалу вибудовувався за оригінальним колірним рішенням, яке полягало в тому, що протягом дня 4 рази (о 6:00, 11:00, 18:00 та 0:00) змінювався основний колір каналу: вранці всі заставки та студії (з осені 2002 року — ще й фон годин) фарбувалися в жовтий колір, вдень він був зеленим, увечері — синім, уночі — червоним. Автори ідеї зіставляли ефірний теледень каналу з повним денним циклом: «як сонце проходить за добу коло, так і ефірний день — через 4 основні сектори». З кінця грудня 2001 року в ті ж кольори було пофарбовано і 4 чверті квадрата в логотипі телеканалу, а з січня 2006 року всі заставки та декорації знову стали синіми, як це було до 2001 року.

Нічний логотип

Ранковий логотип

Денний логотип

Вечірній логотип

## Програми
- «Pro життя»
- «АБВГДейка»
- «Ділова Москва»
- «Доказ вини»
- «Документальне кіно Леоніда Млечіна»
- «Дружина. Історія кохання»
- «Живи зараз!»
- «Запрошує Борис Ноткін»
- «Лінія захисту»
- «Марш-кидок»
- «Мізковий штурм»
- «Міське зібрання»
- «Московський тиждень»
- «Настрій»
- «Наша Москва»
- «Наше місто»
- «Обережно, шахраї!»
- «Панночка та кулінар»
- «Петрівка, 38»
- «Події»
- «Події. 25-та година»
- «Поспішайте побачити!»
- «Постскриптум»
- «Право голосу»
- «Православна енциклопедія»
- «Притулок комедіантів»
- «Реальні історії»
- «Російське питання»
- «Сміх з доставкою додому»
- «Сто питань до дорослого»
- «Таємниці нашого кіно»
- «Таланти та їх прихильники»
- «Тимчасово доступний»
- «У центрі подій з Анною Прохоровою»
- «Фактор життя»
- «Футбольний цент»
- «Хроніки московського побуту»